# Meloboris insularis
Meloboris insularis är en stekelart som beskrevs av Horstmann 1980. Meloboris insularis ingår i släktet Meloboris och familjen brokparasitsteklar. Inga underarter finns listade i Catalogue of Life.